# Cao Huan
En aquest nom xinès, el cognom és Cao.
Cao Huan (246-302 EC), formalment conegut com a Emperador Yuan de Wei, va ser el cinquè i últim emperador de l'estat de Cao Wei durant el període dels Tres Regnes de la història xinesa.
En el 265, Cao va abdicar en favor de Sima Yan, llavors Emperador Wu de la Dinastia Jin, i se li va concedir el títol de "Príncep de Chenliu" (陳留王), el qual va tenir i exercir fins a la seva mort. Després del seu traspàs, ell va ser soterrat amb els honors d'un emperador i se li va donar un nom a títol pòstum.

## Rerefons familiar i ascensió al tron
Cao Huan va nàixer com Cao Huang (曹璜) en el 246. El seu pare Cao Yu (曹宇), el Príncep de Yan, era un dels fills més joves del senyor de la guerra de la tardana Dinastia Ha Oriental Cao Cao. En el 258, a l'edat dels 12 anys, de conformitat amb la normativa de Cao Wei que els fills dels prínceps (altres que el fill primogènit de l'esposa del príncep, habitualment designat hereu del príncep) serien instaurats com ducs, Cao Huan va ser instaurat com el Duc de Changdaoxiang (常道鄉公).
En el 260, després que l'emperador governant Cao Mao va ser assassinat en un intent per part del regent Sima Zhao de reprendre el poder estatal, Cao Huang va ser elegit per a succeir a Cao Mao.

## Regnat
Quan Cao Huang va esdevenir emperador, el seu nom va ser canviat a "Cao Huan", perquè era difícil d'observar el nom tabú amb el nom "Huang" (el qual era homònim a molts termes comuns—incloent "groc" (黃) i "emperador" (皇)). Durant el regnat de Cao Huan, el clan Sima controlava el poder de l'estat, i Cao era una mera figura decorativa i el cap d'Estat en el paper. En el 263, Cao Huan va instaurar a la seva esposa, la Dama Bian, com emperadriu.
Durant els primers anys del regnat de Cao Huan, hi va haver constants atacs de les forces de l'estat rival de Shu Han, sota el comandament de Jiang Wei. Encara que els atacs de Jiang eren molt fàcilment repel·lits, Sima Zhao finalment va ordenar un contraatac sobre Shu Han, amb una força invasora de 180.000 homes comandada per Zhong Hui i Deng Ai. En el tardà 263, Liu Shan, l'emperador de Shu Han es va rendir a Deng, i això dugué a la fi del seu estat. Després de la caiguda de Shu Han, Deng va ser incriminat per Zhong en càrrecs de traïció i va ser desposseït del seu comandament. A principis del 264, Zhong va tramar amb Jiang Wei restaurar Shu Han i eliminar a tots els generals de Cao Wei que es pogueren oposar. Això no obstant, els generals van iniciar una contrainsurgència i van matar a Zhong i Jiang. Els antics territoris de Shu Han (avui en dia Sichuan, Chongqing, Yunnan, sud de Shaanxi, i el sud-est de Gansu) foren completament annexionats per Cao Wei.

## Abdicació i vida tardana
Això no obstant, el mateix Cao Wei no va durar molt més. En el 263, Sima de nou va forçar a Cao Huan perquè li concedira els nou atorgaments i aquesta vegada ell va acceptar finalment, significant que una usurpació del tron estava a prop de produir-se. En el 264, ell va ser ascendit a Príncep de Jin — el pas final abans de la usurpació. Després que ell faltà en el 265, el seu fill Sima Yan va heretar la seva posició, i més tard durant eixe mateix anys va forçar a Cao Huan a abdicar-hi en favor seu, establint la Dinastia Jin. Ell va concedir-li a Cao Huan el títol de "Príncep de Chenliu", el qual Cao va mantenir fins a la seva mort.
No se sap gaire més de la vida de Cao Huan com a príncep sota el govern de Jin. Sima Yan (més tard conegut com a Emperador Wu de Jin) li va permetre retenir els estàndards i carruatges imperials i fer culte als avantpassats amb cerimònies imperials. També permetre a Cao no referir-se a si mateix com un súbdit seu. Ell va morir en el 302, durant el regnat del fill de l'Emperador Wu, Emperador Hui. Va ser enterrat amb honors d'emperador i se li atorgà un nom a títol pòstum.

## Noms d'era
- Jingyuan (景元 Jǐngyúan) 260-264
- Xianxi (咸熙 Xíanxī) 264-265

## Família
- Pare: Cao Yu (曹宇), Príncep de Yan, fill de Cao Cao
- Esposa: Emperadriu Bian, filla de Bian Lin (卞綝), instaurada en el 263